# William Henry Koontz

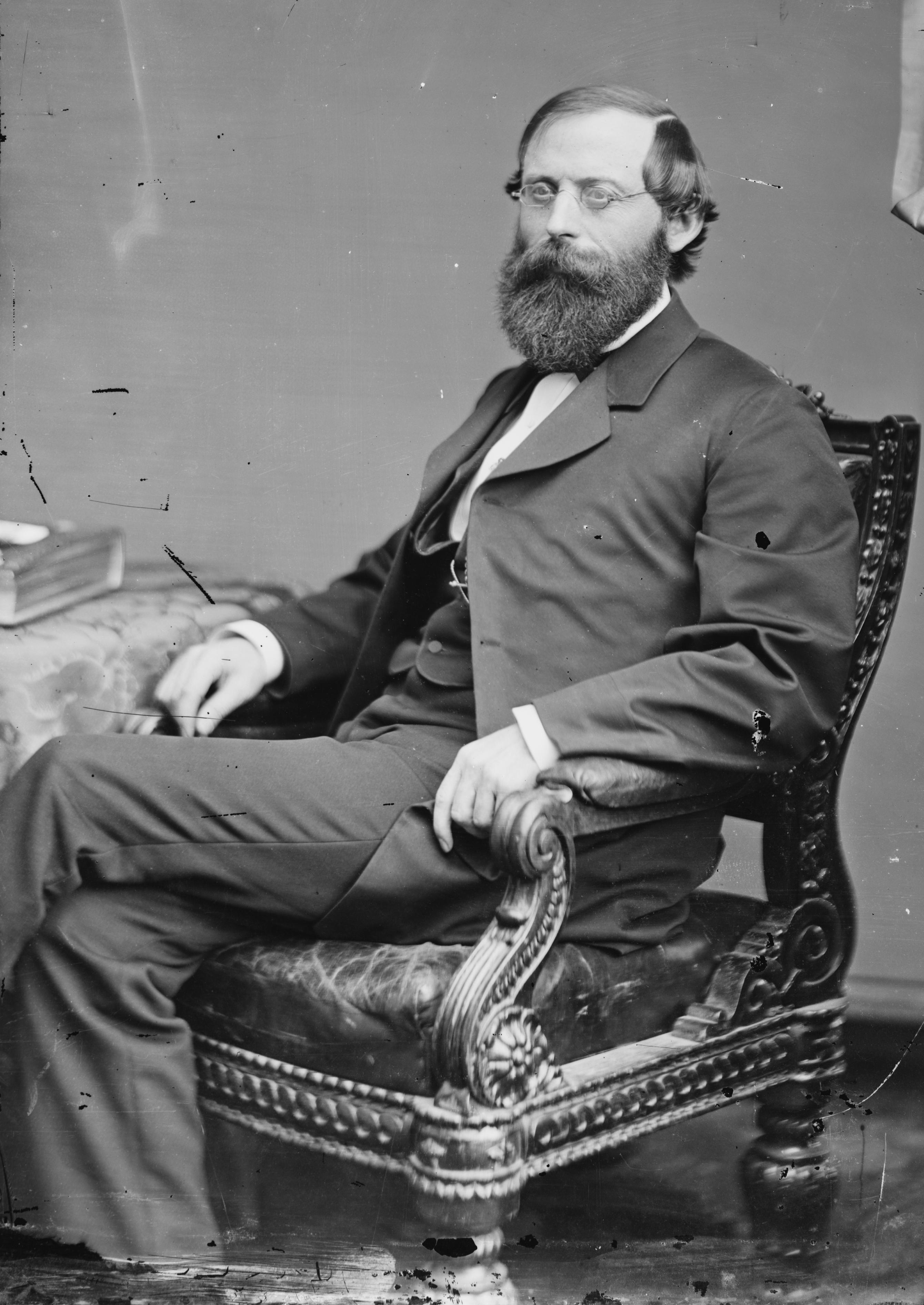
William Henry Koontz

William Henry Koontz (* 15. Juli 1830 in Somerset, Pennsylvania; † 4. Juli 1911 ebenda) war ein US-amerikanischer Politiker. Zwischen 1866 und 1869 vertrat er den Bundesstaat Pennsylvania im US-Repräsentantenhaus.

## Werdegang
William Koontz besuchte vorbereitende Schulen. Nach einem anschließenden Jurastudium und seiner 1851 erfolgten Zulassung als Rechtsanwalt begann er in Somerset in seinem neuen Beruf zu arbeiten. Zwischen 1853 und 1856 war er Bezirksstaatsanwalt im Somerset County. Politisch schloss er sich der 1854 gegründeten Republikanischen Partei an. Im Mai 1860 nahm er als Delegierter an der Republican National Convention in Chicago teil, auf der Abraham Lincoln als Präsidentschaftskandidat nominiert wurde. Von 1861 und 1868 war er bei der Gerichtsverwaltung im Somerset County angestellt.
Bei den Kongresswahlen des Jahres 1864 wurde der demokratische Amtsinhaber Alexander Hamilton Coffroth gegen William Koontz im 16. Wahlbezirk von Pennsylvania erneut in das US-Repräsentantenhaus in Washington, D.C. gewählt. Koontz legte aber gegen den Ausgang der Wahl Widerspruch ein. Als diesem stattgegeben wurde, konnte er am 18. Juli 1866 sein neues Mandat antreten. Nach einer Wiederwahl verblieb er bis zum 3. März 1869 im Kongress. Im Jahr 1868 verzichtete er auf eine weitere Kandidatur. Bereits seit 1865 war die Arbeit des Parlaments von den Spannungen zwischen den Republikanern und Präsident Andrew Johnson belastet, die in einem nur knapp gescheiterten Amtsenthebungsverfahren gipfelten. Ebenfalls in Koontz’ Zeit als Kongressabgeordneter fiel die Ratifizierung des 14. Verfassungszusatzes.
Nach dem Ende seiner Zeit im US-Repräsentantenhaus praktizierte William Koontz wieder als Anwalt. Dabei war er auch als Berater für die Eisenbahngesellschaft Baltimore and Ohio Railroad tätig. Zwischen 1899 und 1902 war er Abgeordneter im Repräsentantenhaus von Pennsylvania. Er starb am 4. Juli 1911 in Somerset, wo er auch beigesetzt wurde.